# ليروي إليس
ليروي إليس (بالإنجليزية: LeRoy Ellis)‏ مواليد 10 مارس 1940 في نيويورك - الوفاة 2 يونيو 2012، كان لاعب كرة سلة أمريكي. بدأ مسيرته الاحترافية في سنة 1962. تم اختياره من قبل فريق لوس أنجلوس ليكرز خلال الدرافت. بلغ طوله 6 قدم 11 بوصة (2.1 م). اعتزل اللعب في 1976. فاز بلقب دوري إن بي إيه.

## المسيرة الاحترافية
لعب مع لوس أنجلوس ليكرز من سنة 1962 إلى 1966، ثم لعب مع واشنطن ويزاردز من سنة 1966 إلى 1970، ثم لعب مع بورتلاند ترايل بلايزرز في موسم 1970–1971، ثم لعب مع لوس أنجلوس ليكرز من سنة 1971 إلى 1973، ثم لعب مع فيلادلفيا سفنتي سيكسرز من سنة 1972 إلى 1976.

## روابط خارجية
- ليروي إليس على موقع إن بي أي (الإنجليزية)
- ليروي إليس على موقع سبورتس رفرنس (الإنجليزية)
- ليروي إليس على موقع كلية كرة السلة في سبورتس رفرنس.كوم (الإنجليزية)
- ليروي إليس على موقع ريلجم (الإنجليزية)
- ليروي إليس على موقع بروبوليرز (الإنجليزية)